# Todoro-Wasserfall
Der Todoro-Wasserfall (japanisch 轟の滝 Todoro-no-taki) ist ein Wasserfall in der japanischen Präfektur Kōchi mit einer Fallhöhe von 82 Metern in drei Fallstufen. Er liegt am Hibihara, einem Zufluss des Monobe, der in die Philippinensee mündet. Sein Name bedeutet „donnernder Wasserfall“.
Der Todoro-Wasserfall ist Teil der 1990 vom Umweltministerium aufgestellten Liste der Top-100-Wasserfälle Japans. Weitere bekannte Wasserfälle in der Präfektur sind der Ōtaru-Wasserfall und der Ryūō-Wasserfall.